# Kenneth Minogue

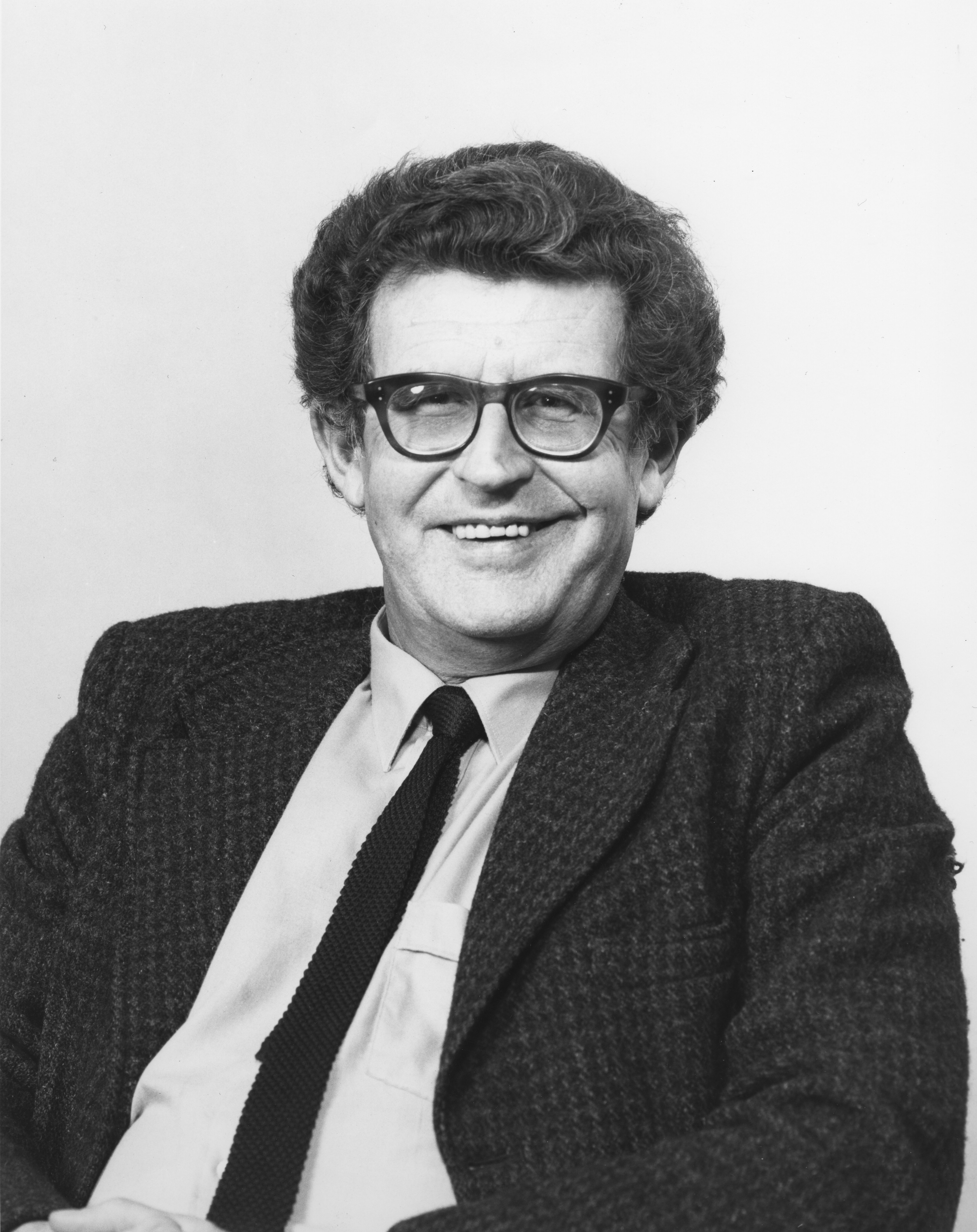
Kenneth Minogue (ca. 1980)

Kenneth Robert Minogue (* 11. September 1930 in Palmerston North, Neuseeland; † 28. Juni 2013 in Guayaquil, Ecuador) war ein politischer Philosoph und Professor an der London School of Economics.

## Ausbildung und Beruf
Minogue besuchte in Sydney das Gymnasium und anschließend bis 1950 die Universität Sydney. Von 1955 bis 1956 lehrte er an der Universität Exeter, und ab 1959 an der London School of Economics.

## Publikationen (Auswahl)
- Die demokratische Sklavenmentalität. Wie der Überstaat die Alltagsmoral zerstört. Mit einem Vorwort von Barry Maley. Aus dem Englischen von Siegfried Kohlhammer, Waltrop/Leipzig: Manuscriptum 2013. 459 S. ISBN 978-3-937801-74-2
- The Servile Mind : How Democracy Erodes the Moral Life. Encounter Books, 2013. ISBN 978-1-594-03651-4
- Alien Powers. The Pure Theory of Ideology. New Brunswick, NJ: Transaction Publishers, 2009. ISBN 978-1-412-80888-0
- Politics. A Very Short Introduction. New Ed. New York: Oxford University Press, 2000. ISBN 978-0-192-85388-2